# St. Nikolaus in der Altstadt
Die barocke St.-Nikolaus-Kirche (tschechisch: kostel svatého Mikuláše) ist eine der baulichen Dominanten des Altstädter Rings in Prag. Gebaut wurde sie in den Jahren 1732 bis 1735 nach Plänen von Kilian Ignaz Dientzenhofer, dem größten Baumeister des böhmischen Barocks. Heute dient das Gotteshaus der Tschechoslowakischen Hussitischen Kirche, die hier im Jahr 1920 gegründet wurde.

## Geschichte

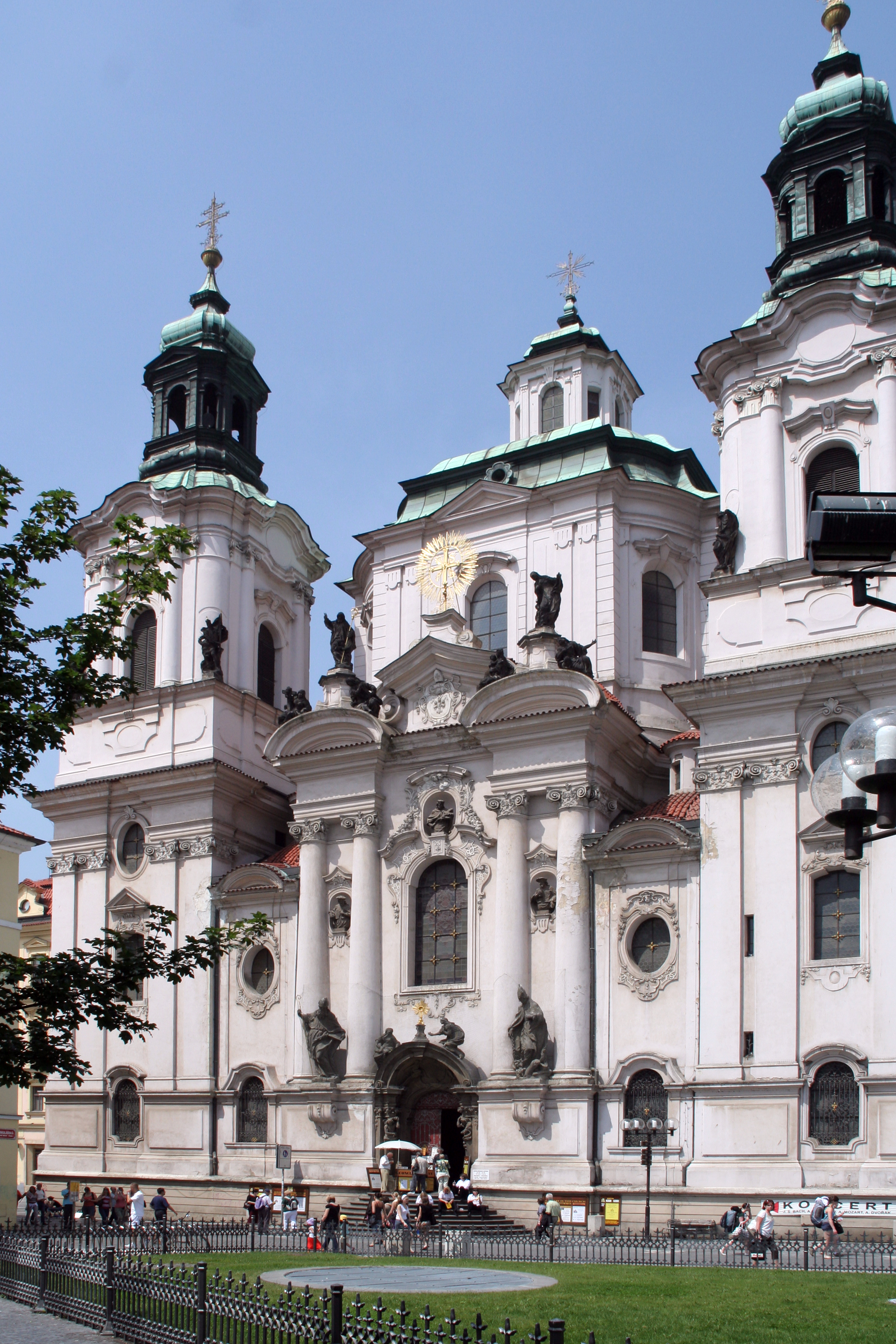
Südportal am Altstädter Ring

Die St.-Nikolaus-Kirche wurde zuerst in einer Urkunde aus dem Jahr 1273 erwähnt. Sie war eine der ältesten Kirchen der Prager Altstadt. Die ursprüngliche romanische Pfarrkirche wurde im 14. Jahrhundert im gotischen Stil umgebaut. Um das Jahr 1360 wirkte hier der böhmische Bußprediger Johann Militsch von Kremsier (Jan Milíč z Kroměříže), später auch Matthias von Janov, und im 15. Jahrhundert gehörte sie den Anhängern des böhmischen Reformators Jan Hus. Im 16. Jahrhundert diente das Gotteshaus den Lutheranern. Nach der protestantischen Niederlage in der Schlacht am Weißen Berg setzte die Rekatholisierung Böhmens ein und die Kirche wurde den Benediktinern übereignet. Sie zogen im Jahr 1635 ein und bauten angrenzend an die Kirche ein Kloster. Aber der verheerende Stadtbrand des Jahres 1689 beschädigte die Kirche so schwer, dass sie abgerissen werden musste. Für den Wiederaufbau gewannen die Benediktiner den berühmten Baumeister Kilian Ignaz Dientzenhofer. Unter seiner Leitung entstand in den Jahren 1732 bis 1735 die neue monumentale barocke St.-Nikolaus-Kirche. Geweiht wurde sie im Jahr 1737.

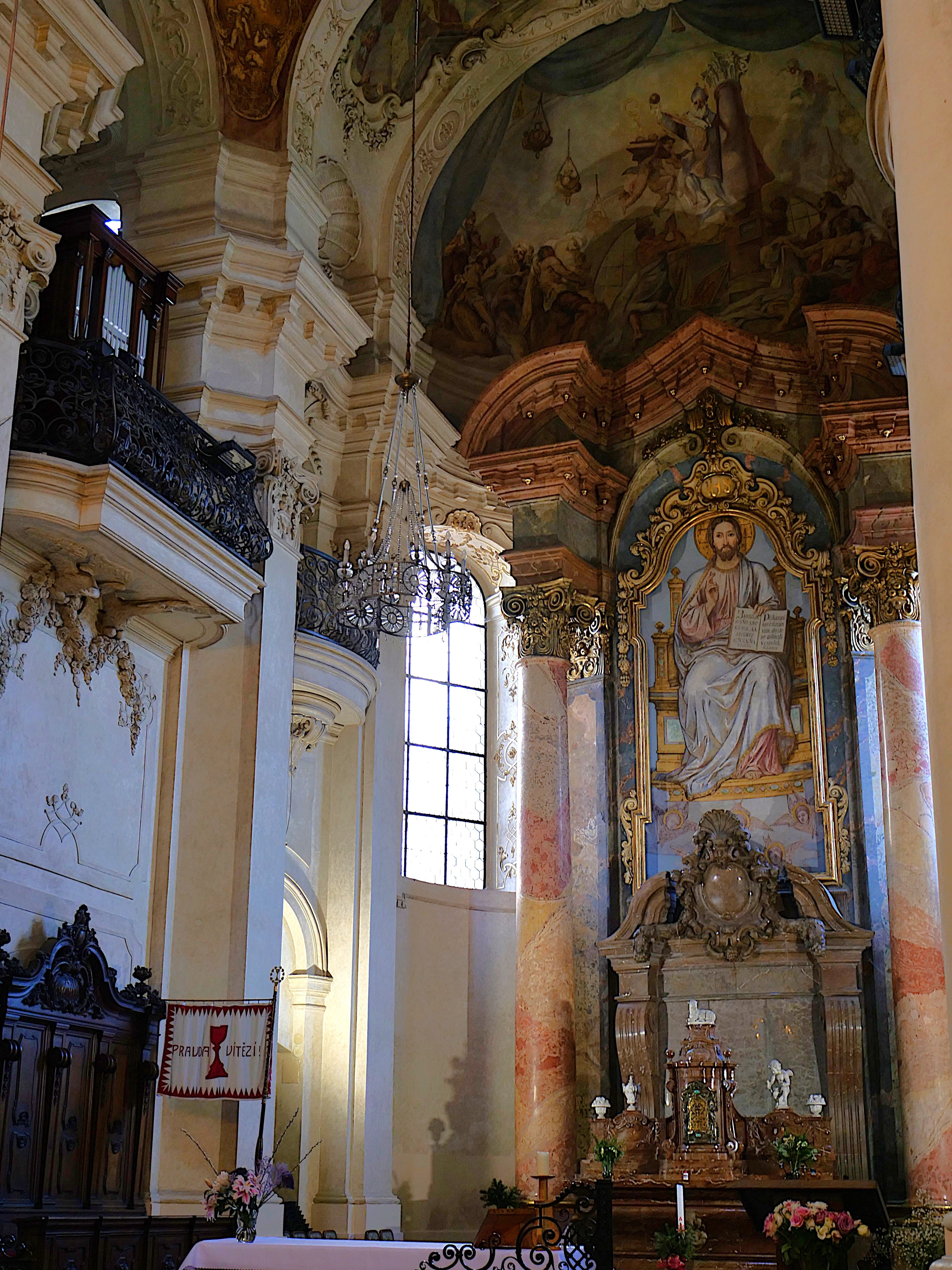
Innenansicht mit Blickrichtung Altarbereich

In Zusammenhang mit den Reformen von Josef II. wurden das Kloster und die Kirche im Jahr 1787 säkularisiert und der Altstadt zugesprochen. Die Stadt verkaufte daraufhin die Inneneinrichtungen und ließ im leeren Gebäude Lagerhallen und ein Archiv einrichten. Im 19. Jahrhundert wurde die Kirche nach einer Sanierung vorübergehend auch als Konzertsaal verwendet. Das angrenzende Klostergebäude wurde 1898 abgerissen. Im Jahr 1871 vermietete die Stadt das Kirchengebäude an die Russisch-Orthodoxe Kirche, sie nutzte es bis zum 1. Weltkrieg. Seit dem Jahr 1920 dient das Gotteshaus der Tschechoslowakischen Hussitischen Kirche, die hier 1920 gegründet wurde. In der Kirche finden regelmäßig auch Konzerte statt.
Die Südseite der Kirche bildet ein aufwendig gestaltetes Portal mit zwei Türmen, verziert mit Skulpturen tschechischer Heiligen von Anton Braun. Am Portal der Ostseite (zur Straße Pařížská) befindet sich eine Nische mit einer Sandsteinstatue des hl. Nikolaus aus dem Jahr 1906.
In den Jahren 1965 bis 1977 wurde die Kirche umfangreich saniert.

## Interieur

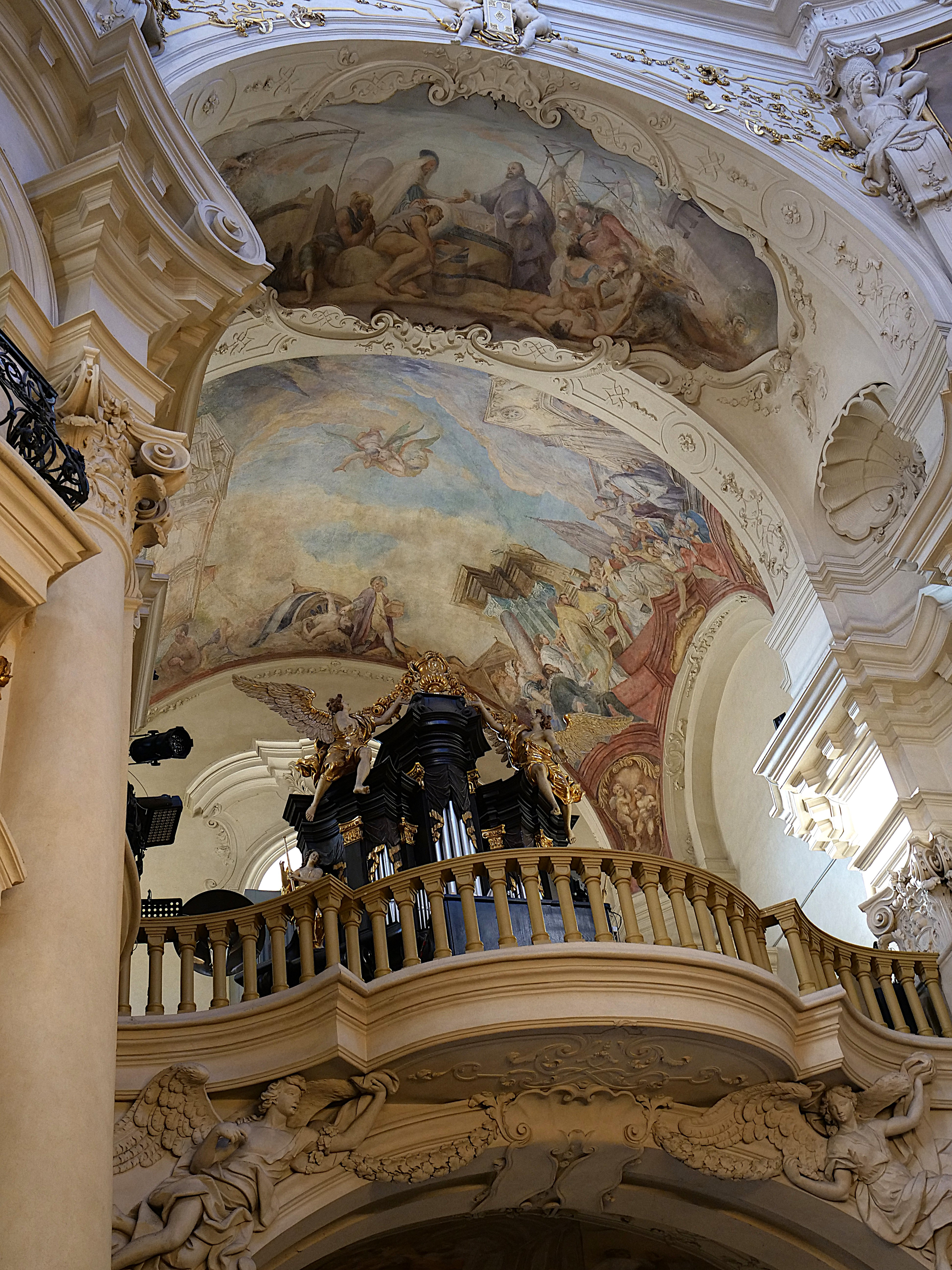
Orgelprospekt

Die Deckenfresken in der Kuppel, im Presbyterium und den Seitenkapellen zeigen Darstellungen aus dem Leben des hl. Nikolaus, dem Patron der Kirche, aus dem Leben des hl. Benedikt, dem Gründer des Ordens, und Motive aus dem Alten Testament. Die Fresken sind das Werk des bayerischen Malers Cosmas Damian Asam. Die Stuckdekoration im Kirchenschiff schuf der böhmisch-italienische Bildhauer Bernardo Spinetti und die Plastiken am Portal und im Inneren Anton Braun, Neffe des weit bekannteren Bildhauers Matthias Bernhard Braun.
Der Kronleuchter im Hauptschiff, geschmückt mit geschliffenem Kristallglas, ist ein Geschenk des russischen Zaren Alexander II. an die orthodoxe Kirche aus dem Jahr 1880. Das Kunstwerk in der Gestalt einer Zarenkrone hat einen Durchmesser von 4 Metern, wiegt 1400 kg und wurde in der Glashütte im nordböhmischen Harrachov hergestellt.

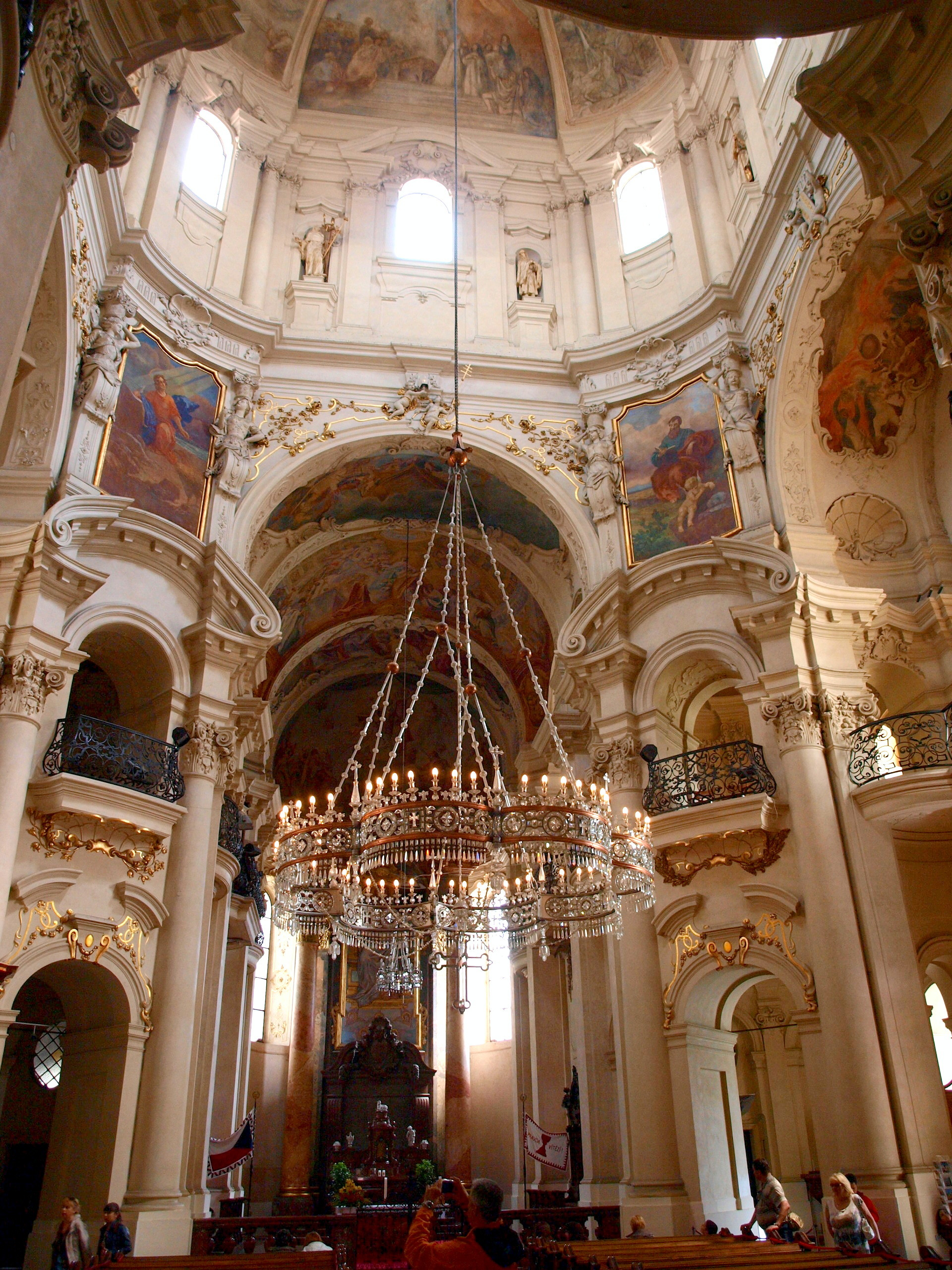
Interieur mit Kronleuchter
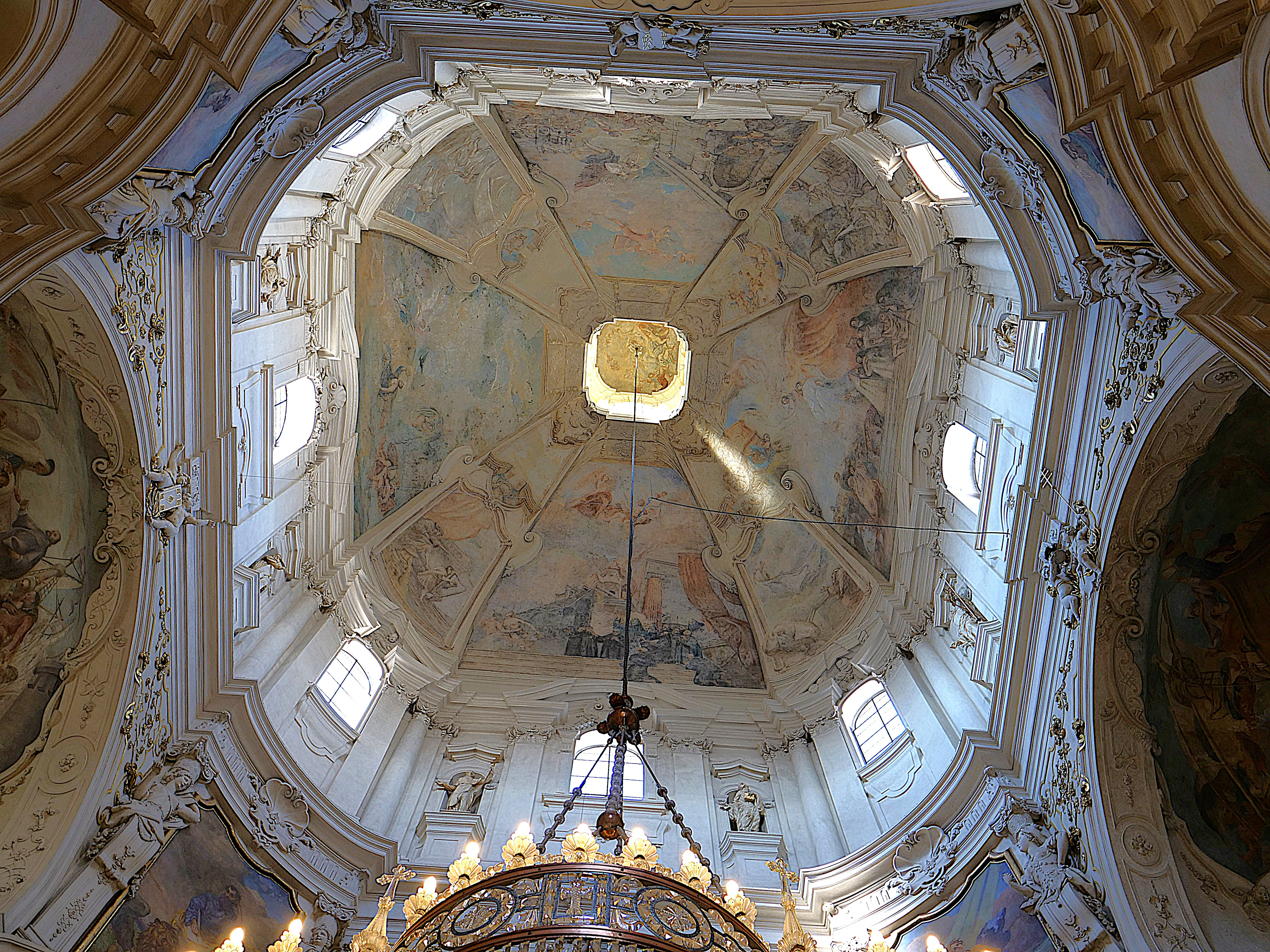
Kuppelansicht